# Ensinistrament d'animals

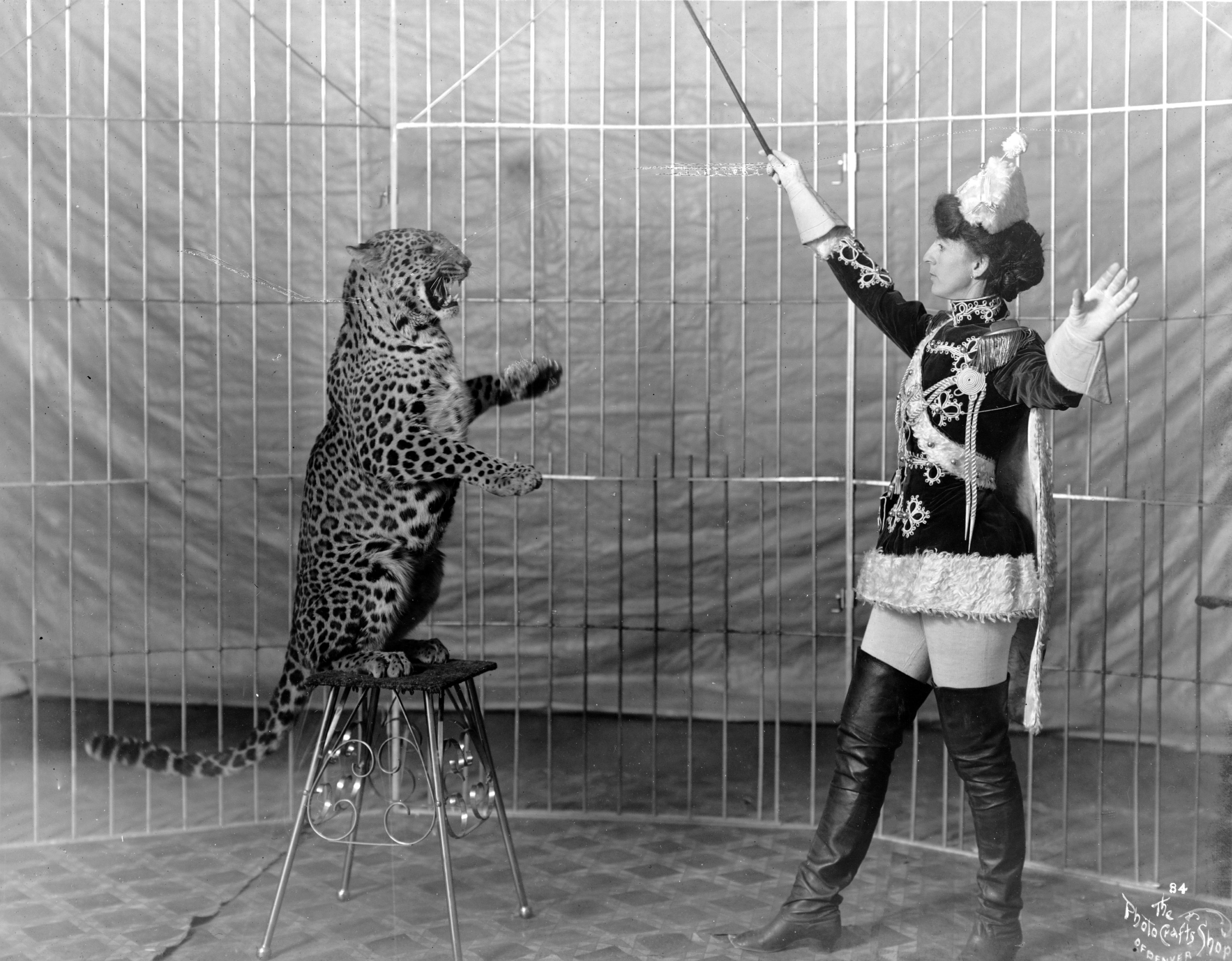
Ensinistrament d'un lleopard a principis del segle XX

L'ensinistrament d'animals és l'ensenyança a animals de determinades respostes davant certes condicions o estímuls. L'ensinistrament dels animals és, simplement, la manipulació del seu comportament. El comportament no és l'eina amb la qual s'entrena l'animal, sinó més aviat la mesura del procediment d'ensinistrament: si el comportament de l'animal canvia, llavors s'ha produït l'aprenentatge. L'ensinistrament pot ser per a companyia, detecció, protecció o entreteniment.

## Mètodes

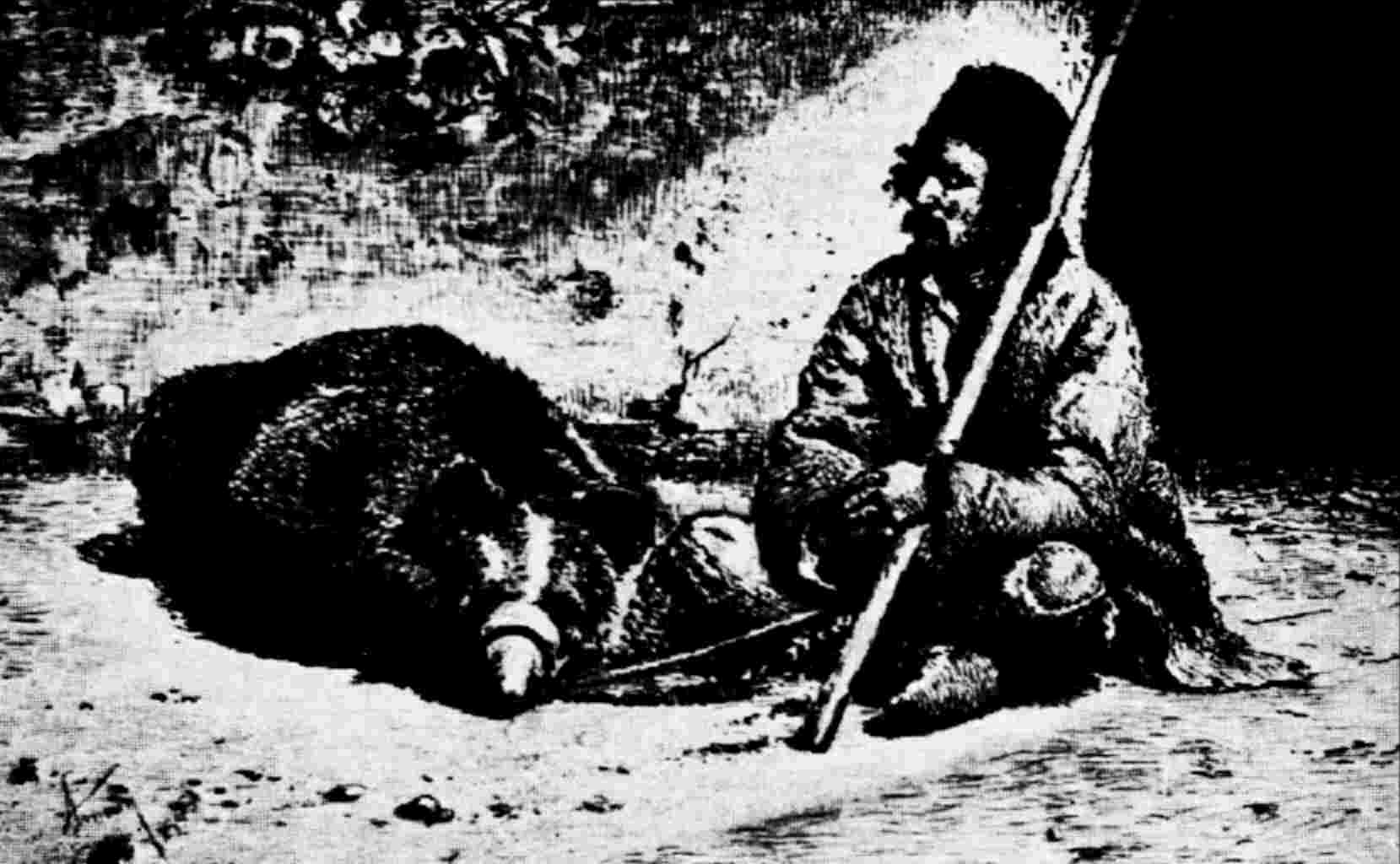
L'ursari, dibuix de Theodor Aman.

### L'enfocament conductual

#### Principis
Durant l'entrenament, un entrenador d'animals pot administrar una de les quatre possibles conseqüències d'un determinat comportament:
- Reforç positiu o recompensa
  - Té lloc quan el comportament d'un animal és seguit per un estímul que augmenta les ocurrències del comportament en el futur.[6]

- Reforç negatiu
  - Ocorre quan un comportament és seguit per l'eliminació d'un estímul aversiu, cosa que fa que les ocurrències del comportament augmentin en el futur.[6]

- Càstig positiu
  - Passa quan un comportament és seguit per l'addició d'un estímul aversiu. Això provoca una disminució en les ocurrències de comportament en el futur.[7]

- Càstig negatiu
  - Te lloc quan un comportament va seguit de l'eliminació d'un estímul. Com a resultat, les ocurrències del comportament disminueixen en el futur.[8]

Els analistes de comportament emfatitzen l'ús de reforç positiu per augmentar els comportaments desitjables i el càstig negatiu per disminuir els comportaments indesitjables. Si el càstig s'utilitzarà per disminuir un comportament indesitjable, l'animal ha de poder rebre un reforç positiu per un comportament alternatiu.

#### Establint un nou comportament
El reforç s'ha de proporcionar segons un programa predeterminat. Aquest programa de reforç especifica si es reforcen totes les respostes o només algunes i inclou el següent:
- Raó variable
  - Un lliurament d'un reforç passa després d'un nombre determinat de respostes, però aquest número varia al voltant d'un nombre mitjà.[12]
- Proporció fixa
  - Es produeix un nombre específic de respostes abans que es lliuri un reforç.[13]
- Interval variable
  - És la primera resposta que s'emet després que hagi transcorregut un temps determinat, però variable i es reforça.[14]
- Interval fix
  - Es reforça la primera resposta que s'emet una vegada transcorregut un temps establert.[15]

Si bé el reforç continu en un programa de proporció fixa pot ser necessari per a les etapes inicials d'aprenentatge, un programa de proporció variable és el més efectiu per mantenir la conducta durant llargs períodes.
Hi ha diversos mètodes que els entrenadors d'animals poden utilitzar per induir un animal a respondre a un estímul d'una manera específica. Per exemple, la conformació és un procés mitjançant el qual es recompensen aproximacions successives fins que s'assoleix la topografia de resposta desitjable. Un entrenador d'animals pot fer servir reforçadors condicionats, com clickers, per salvar l'interval entre la resposta i el reforçament positiu. Alguns estímuls que es consideren discriminatius són senyals, objectius i pistes. Poden usar-se per provocar una resposta d'un animal i poden canviar-se a altres estímuls o atenuar-se en magnitud. 7 Per tal d'endarrerir la sacietat, la mida del reforç ha de ser el més petit possible i continuar sent eficaç per al reforçament. A més, el moment del lliurament d'un reforç és crucial. Inicialment, l'interval entre la resposta i la conseqüència ha de ser mínim perquè l'animal associï la conseqüència amb la resposta.
Altres qüestions importants relacionades amb aquest mètode són:
- Control d'estímuls
- Preparació de motivació
- Sensibilització
- Encadenament
- Discriminació
- Generalització

## Animals de servei

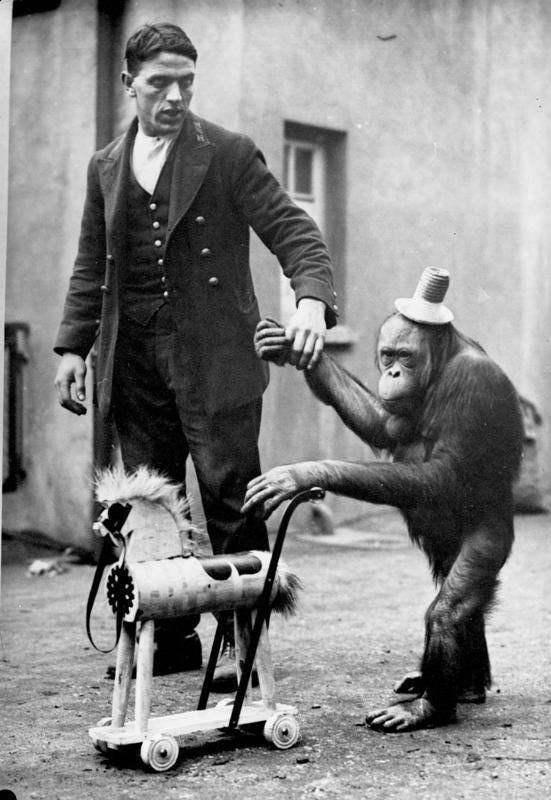
Morphy, un orangutan amb la seva joguina, un cavallet de fusta, de passeig amb el seu cuidador en un circ ambulant.

Els animals de servei, com els gossos d'assistència, els micos caputxins i els cavalls en miniatura, estan entrenats per utilitzar les seves habilitats sensorials i socials per vincular-se amb un ésser humà i ajudar aquesta persona a compensar una discapacitat en la vida diària. L'ús d'animals de servei, especialment gossos, és un camp en creixement constant, amb una àmplia gamma d'adaptacions especials. Existeixen diverses definicions per a un animal de servei. La Llei nord-americana amb discapacitat defineix el terme com "gossos que estan entrenats individualment per fer feina o fer tasques per a persones amb discapacitat". Els gossos són els animals de servei més habituals, ja que han assistit persones des d'almenys l'any 1927.

### Definicions
La comunitat internacional d'animals d'assistència ha categoritzat tres tipus d'animals d'assistència
1. Animals de guia, que es fan servir per ajudar als cecs;
2. Animals oïdors, que indiquen a les persones amb discapacitat auditiva; i
3. Animals de servei, que treballen per a persones amb discapacitats diferents de la ceguesa o la sordesa.

Als Estats Units, el terme "animal de servei" engloba els tres tipus anteriors (gos pigall, animal oient, gos de servei).
A més, la Llei d'accés a transportistes aeri desglossa el terme animal de servei en animals de suport emocional, que inclou animals de servei psiquiàtric i altres animals de servei. Les companyies aèries poden exigir una documentació diferent i més àmplia per les ESA que per a altres animals de servei.

## Animals de companyia

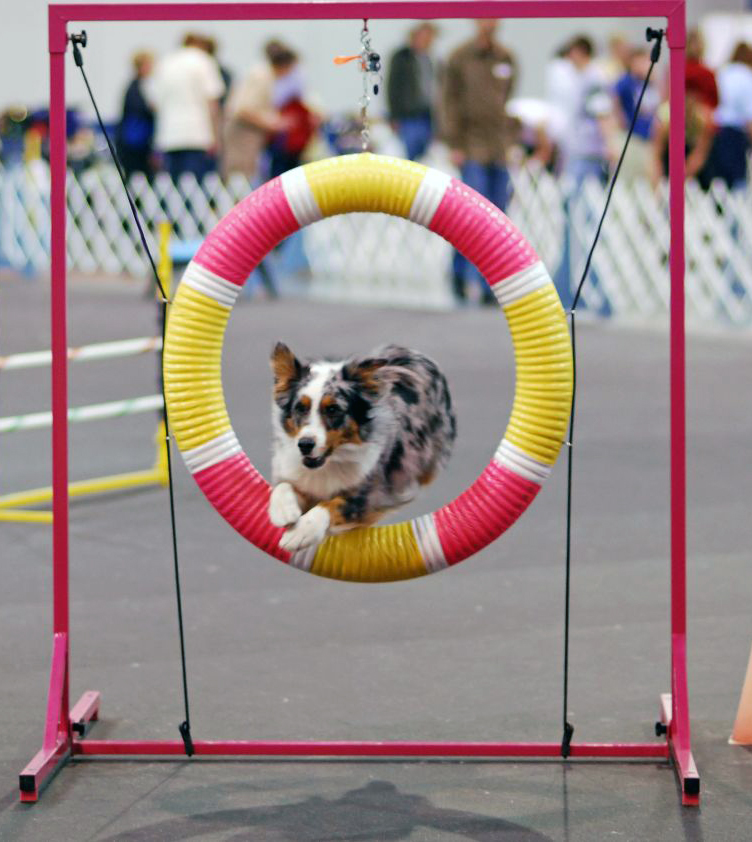
Un gos ensinistrat en una competència d'agilitat canina.

### Gossos
Les tasques bàsiques d'entrenament d'obediència per a gossos inclouen caminar amb una corretja, atenció, no-agressió i socialització amb humans o altres mascotes. Els gossos també estan capacitats per a moltes altres activitats, com esports del gos, gossos de servei i gossos de treball tasques.
El reforç positiu per a gossos pot incloure reforçadors primaris com el menjar o reforçadors socials, com els vocals ("bon noi") o tàctils (carícies). El càstig positiu, si es fa servir, pot ser físic, com estirar una corretja o donar natges. També pot ser vocal, com dir “gos dolent”. Els camins cap al reforç positiu inclouen senyals vocals, xiulets i xiulets de gossos, així com els clickers utilitzats a l'entrenament amb clicker, un mètode popularitzat per Karen Pryor. També es pot fer servir reforç negatiu. El càstig també és una eina, inclosa la retenció d'aliments o la disciplina física.

### Cavalls
El propòsit principal d'entrenar cavalls és socialitzar-los amb els humans, ensenyar-los a comportar-se d'una manera que els faci segurs perquè els manegin els humans i, com a adults, portar un genet sota la cadira de muntar o conduir per estirar un vehicle. Amb animals de presa, cal posar molt esforç a entrenar els cavalls per superar el seu instint natural de fugida o lluita i acceptar un maneig que no seria natural per a un animal salvatge, com anar voluntàriament a un espai confinat o tenir un depredador (un ésser humà) assegut sobre la seva esquena. A mesura que avança l'entrenament, alguns cavalls es preparen per als esports competitius, fins als Jocs Olímpics, on els cavalls són l'únic atleta animal no humà que hi prenen part. Totes les disciplines eqüestres, des de les curses de cavalls fins a les exhibicions de cavalls de tir, requereixen que el cavall tingui un entrenament especialitzat.

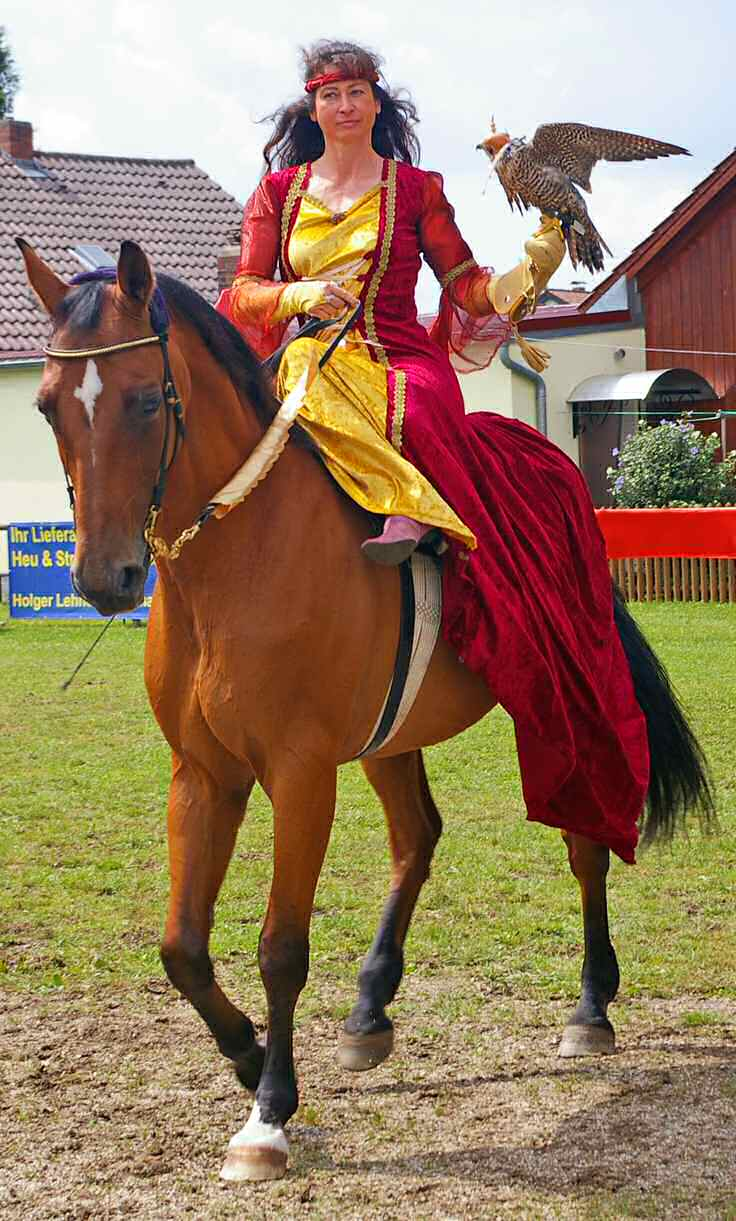
Dona vestida a l'estil medieval amb un cavall i un falcó pelegrí ensinistrat.

A diferència dels gossos, els cavalls no estan tan motivats per les recompenses de reforç positiu com per altres mètodes de condicionament operant, com l'alliberament de pressió com a recompensa pel comportament correcte, anomenat reforç negatiu. Les tècniques de reforç positiu com les carícies, les paraules amables, la recompensa de les llaminadures i l'entrenament amb clicker tenen algun benefici, però no en el grau vist en gossos i altres espècies de depredadors. El càstig als cavalls és efectiu només en un grau molt limitat, generalment una ordre brusca o un càstig físic breu donat uns segons després d'un acte de desobediència. Els cavalls no relacionen el càstig amb un comportament específic excepte quan passa immediatament. No obstant això, tenen una memòria notablement llarga i, un cop s'aprèn una tasca, es reté durant molt de temps. Per aquesta raó, una mala formació o permetre que s'aprenguin mals hàbits poden ser molt difícils de posar-hi remei en una data posterior.

### Aus
Les tasques típiques d'entrenament per a les aus de companyia inclouen posar-se, no-agressió, aturar el pessic, controlar les vocalitzacions excessives, socialitzar amb membres de la llar i altres mascotes i socialitzar amb estranys. Les espècies de lloros grans sovint tenen una esperança de vida que excedeix la dels seus amos humans i estan estretament vinculats als seus amos. En general, els lloros de companyia solen tenir les ales retallades, cosa que facilita la socialització i el control de l'agressió i les vocalitzacions. Algunes aus de presa estan entrenades per caçar, un antic art conegut com la falconeria o la venda ambulant. A la Xina, la pràctica d'entrenar els cormorans per pescar peixos s'ha prolongat durant més de mil dos-cents anys.

### Pollastres

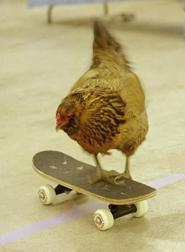
Pollastre a monopatí.

L'ensinistrament de gallines s'ha convertit en una forma perquè els ensinistradors d'altres animals (principalment gossos) perfeccionin la seva tècnica d'ensinistrament. Bob Bailey, que va treballar a Animal Behavior Enterprises i IQ Zoo, imparteix seminaris d'ensinistrament de pollastres en què els entrenadors ensenyen les aus de corral a discriminar entre formes, a esquivar una carrera d'obstacles i a encadenar comportaments. L'entrenament dels pollastres es realitza mitjançant condicionament operatiu, utilitzant un clicker i aliment per a pollastres com a reforç. Els primers tallers de pollastre van ser impartits per Keller i Marian Breland el 1947-1948 a un grup de venedors d'aliments per a animals de General Mills, a Minneapolis, Minnesota. Els pollastres entrenats poden estar confinats a una exhibició (Bird Brain) on juguen Ta-Te-Ti contra els humans per una tarifa, esquema que va ser inventat per Bob Bailey i Grant Evans, d'Animal Behavior Enterprises Els moviments eren triats per ordinador i indicats al pollastre per una llum invisible per al jugador humà

### Peixos i mol·luscs
També es pot entrenar els peixos. Per exemple, els peixos de colors poden nedar cap als amos i seguir-los mentre caminen per l'habitació, però no seguiran ningú més. El peix pot nedar cap amunt i cap avall, indicant a l'amo que encengui la llum de l'aquari quan estigui apagada, i fregarà la superfície fins que l'amo l'alimenti. Als peixos també se'ls ha ensenyat a fer tasques més complicades, com buscar anells, nedar a través d'anelles i tubs, fer els llimbs i empènyer una pilota de futbol en miniatura cap a una xarxa. Als peixos se'ls ha ensenyat a distingir i respondre de manera diferent a les lleugeres diferències als rostres humans que es mostren en una pantalla (Toxotes ) o estils de música (peixos de colors i koi ).
Als mol·luscs, amb dissenys cerebrals totalment diferents, se'ls ha ensenyat a distingir i respondre als símbols geomètrics(sipia  i pop ), i se'ls ha ensenyat que els aliments darrere d'una barrera clara no es poden menjar (calamars ).